# Chirurgie cytoréductrice
La chirurgie cytoréductive est une intervention chirurgicale qui vise à réduire la quantité de cellules cancéreuses dans la cavité abdominale chez les patients atteints de tumeurs qui se sont propagées de manière intra-abdominale (carcinomatose péritonéale). Il est souvent utilisé pour traiter le cancer de l'ovaire, mais peut également être utilisé pour d'autres tumeurs malignes abdominales.
La chirurgie cytoréductive est souvent utilisée en association avec la chimiothérapie intrapéritonéale hyperthermique (CHIP), pour certains diagnostics de cancer, il augmente considérablement l'espérance de vie et réduit le taux de récidive du cancer.

## Cancer des ovaires
Chez les patientes atteintes d'un cancer épithélial de l'ovaire de stade III, l'ajout de la chimiohyperthermie intrapéritonéale à la chirurgie de cytoréduction d'intervalle a entraîné une survie sans récidive et une survie globale plus longues que la chirurgie seule et n'a pas entraîné de taux plus élevés d'effets secondaires. 

## Cancer colorectal
Chez les patients atteints d'un cancer colorectal avec carcinomatose péritonéale, la chirurgie de cytoréduction, avec l'ajout de la chimiohyperthermie intrapéritonéale, peut être utilisée pour prolonger la survie globale des patients. 

## Sources et références
1. ↑  Neuwirth, Alexander et Karakousis, « Then and now: cytoreductive surgery with hyperthermic intraperitoneal chemotherapy (HIPEC), a historical perspective », Journal of Gastrointestinal Oncology, vol. 7, no 1,‎ 1er février 2016, p. 18–28 (ISSN 2078-6891, PMID 26941981, PMCID 4754315, DOI 10.3978/j.issn.2078-6891.2015.106)
2. ↑  (en) van Driel, Koole, Sikorska et Schagen van Leeuwen, « Hyperthermic Intraperitoneal Chemotherapy in Ovarian Cancer », New England Journal of Medicine, vol. 378, no 3,‎ 18 janvier 2018, p. 230–240 (ISSN 0028-4793, PMID 29342393, DOI 10.1056/nejmoa1708618, hdl 1874/364110)
3. ↑  (en) Huang, Min, Wang et Yang, « Cytoreductive surgery plus hyperthermic intraperitoneal chemotherapy improves survival for peritoneal carcinomatosis from colorectal cancer: a systematic review and meta-analysis of current evidence », Oncotarget, vol. 8, no 33,‎ 15 août 2017, p. 55657–55683 (ISSN 1949-2553, PMID 28903452, PMCID 5589691, DOI 10.18632/oncotarget.17497)